# Tswanaland
Tswanaland – bantustan w Afryce Południowo-Zachodniej, utworzony w 1980 roku dla Tswana. Jego stolicą było Aminuis.
Bantustan obejmował obszar 1554 km², zamieszkany przez 10 000 ludzi.
Przywódcą Tswanalandu był Constance Kgosiemang.
Bantustan został zlikwidowany w maju 1989.